# Windows Kalkulačka
Windows Kalkulačka, v angličtině známá jako Windows Calculator, je softwarová kalkulačka, která je součástí operačního systému Microsoft Windows. Patří k nejstarším programům ve Windows, protože první „Windowsová“ kalkulačka byla součástí již Windows 1.0. Poté docházelo k více či méně významným přepracováním, při kterých docházelo ke změnám vzhledu a k přidání nových funkcí.

## Přehled
Nynější podoba kalkulačky (Windows 10 a Windows 11) umožňuje uživateli základní počty, vědecké výpočty, rýsování grafů, dále je dostupná programátorská kalkulačka. Nástroj dále umí počítat rozdíly mezi zadanými daty, základní početní operace se dny a pak převádění jednotek objemu, délky, hmotnosti, teploty, energie, plochy, rychlosti, času, výkonu, dat, tlaku a úhlů.
Data do kalkulačky může uživatel zadávat dvojím způsobem, buď použitím kláves na fyzické klávesnici, nebo myší pomocí klikání na virtuální tlačítka softwarové kalkulačky.

## Historie

### Windows 1.0
Velmi primitivní softwarová kalkulačka, která dokázala sčítání, odčítání, násobení a dělení byla obsažena již ve Windows 1.0.

### Windows 3.0 a 3.1x
Ve Windows 3.0 byla přidána do kalkulačky vědecká kalkulačka. Uživatel si mohl nově zvolit, zdali chce používat jen základní početní operace, nebo chce počítat již poněkud komplikovaněji. Vědecká kalkulačka umožnila uživateli nově počítat s mocninami a druhými odmocninami, základními logaritmy, faktoriály, kalkulačka začala ovládat základní principy trigonometrie, převádění číselných soustav apod.

### Windows 2000 a XP
Ve Windows 2000 bylo přidáno řazení do skupin. To znamená, že nově se každé tři číslice v čísle daly oddělovat pomocí oddělovačů skupin. To je vhodné pro přehlednost v dlouhých číslech.
Kalkulačka představená ve Windows XP dokázala počítat s čísly většími než 1010 000, avšak práce s tak velkými čísly jednak zpomalovala program a dokonce i počítač.

### Windows 7
Ve Windows 7 byl přidán mód programátorské kalkulačky. Sem se přesunulo převádění číselných soustav, které dosud bylo součástí vědecké kalkulačky. Dále bylo přidáno převádění jednotek a počítání s daty. Nejvyšší zpracovatelné číslo je nyní omezeno na 1010 000.
Ke každému módu kalkulačky, s výjimkou programátorské, je dostupná historie výpočtů.

### Windows 8.1 a 10
Ve Windows 8.1 se dočkala kalkulačka vzhledu podle uživatelského rozhraní Metro a nově je jen celoobrazovková. Ve Windows 10 byl vzhled přizpůsoben aby odpovídal vzhledu systému.

### Windows 11
Vzhled kalkulačky byl ve Windows 11 opět přepracován. Ve Windows 11 je nově dostupné nastavení vzhledu umožňujícího měnit tmavý a světlý režim kalkulačky bez toho, aby se měnil režim celého prostředí systému.